# デュアメルの原理
数学の、特に偏微分方程式の分野で用いられるデュアメルの原理（デュアメルのげんり、英: Duhamel's principle）とは、熱方程式や波動方程式や振動板方程式などの非同次線形発展方程式の解を得るための一般的な手法である。薄い板を底から温める際の熱の分布のモデルとしての非同次熱方程式に対して初めてこの原理を利用した、ジャン＝マリー・デュアメルの名にちなむ。デュアメルの原理は、調和振動子のような空間依存性を持たない線型発展方程式に対しては、線型同次常微分方程式を解く際に用いられる定数変化法に帰着される。
デュアメルの原理の根本となるアイデアは、コーシー問題（あるいは初期値問題）の解から非同次問題の解を得ることが可能、というものである。例えば、Rn 内の熱エネルギー u の分布をモデル化する熱方程式の例を考える。このときの初期値問題は
{\displaystyle {\begin{cases}u_{t}(x,t)-\Delta u(x,t)=0&(x,t)\in \mathbf {R} ^{n}\times (0,\infty )\\u(x,0)=g(x)&x\in \mathbf {R} ^{n}\end{cases}}}
となる。ただし g は初期の熱分布である。この熱方程式に対応する非同次の問題は
{\displaystyle {\begin{cases}u_{t}(x,t)-\Delta u(x,t)=f(x,t)&(x,t)\in \mathbf {R} ^{n}\times (0,\infty )\\u(x,0)=0&x\in \mathbf {R} ^{n}\end{cases}}}
のように表される。ここで ƒ(x,t)dt は各点に加えられる外的な熱エネルギーである。直感的に、この非同次問題は、各時間 t = t0 ごとに考えられる同次問題を集めたものと考えられるであろう。線型性により、その同次問題の解を時間 t0 毎に足し上げる（積分する）ことで、求めたい非同次問題の解を得ることが出来る。この考えがデュアメルの原理の本質である。

## 総論
形式的に、ある函数
{\displaystyle u:D\times (0,\infty )\to \mathbf {R} }
と Rn 内の空間領域 D に関する線型の非同次発展方程式として、次のような形状のものを考える。
{\displaystyle {\begin{cases}u_{t}(x,t)-Lu(x,t)=f(x,t)&(x,t)\in D\times (0,\infty )\\u|_{\partial D}=0&\\u(x,0)=0&x\in D.\end{cases}}}
ここで L は、時間に関する微分は含まない線型の微分作用素である。
デュアメルの原理は、形式的に、この問題の解は
{\displaystyle u(x,t)=\int _{0}^{t}(P^{s}f)(x,t)\,ds}
で与えられるということを述べたものである。ただし Psƒ は次の問題の解である。
{\displaystyle {\begin{cases}u_{t}-Lu=0&(x,t)\in D\times (s,\infty )\\u|_{\partial D}=0&\\u(x,s)=f(x,s)&x\in D.\end{cases}}}
デュアメルの原理は（ベクトル値函数 u を伴う）線型システムに対しても同様に適用される。またデュアメルの原理は、波動方程式に現れるような高次の t 微分に対する一般化も与える（下記参照）。この原理の正当性は、同次問題を適切な函数空間の上で解くことが出来るか、またその解は積分が well-defined となるような良いパラメータ依存性を示すものであるか、という点に依存する。u および f に関する正しい解析的条件は、その適用される場面に依存するものである。

## 例

### 波動方程式
次の非同次の波動方程式を考える。
{\displaystyle u_{tt}-c^{2}u_{xx}=f(x,t)\,}
ただし初期条件は
{\displaystyle u(x,0)=u_{t}(x,0)=0.\,}
とする。この解は次のように書ける。
{\displaystyle u(x,t)={\frac {1}{2c}}\int _{0}^{t}\int _{x-c(t-s)}^{x+c(t-s)}f(\xi ,s)\,d\xi \,ds.\,}

### 定数係数線型常微分方程式
デュアメルの原理とは、非同次の線型偏微分方程式の解は、初めにある入力ステップに対する解を見つけて、それをデュアメルの積分を使って積み重ねることによって求めることが出来る、という結果である。次の定数係数 m 階非同次常微分方程式を考える。
{\displaystyle P(\partial _{t})u(t)=F(t)\,}
{\displaystyle \partial _{t}^{j}u(0)=0,\;0\leq j\leq m-1}
ただし
{\displaystyle P(\partial _{t}):=a_{m}\partial _{t}^{m}+\cdots +a_{1}\partial _{t}+a_{0},\;a_{m}\neq 0.}
である。この非同次方程式の解を、以下に示す方法によってある同次方程式の解に書き下すことが出来る。以下の手順はすべて形式的に行われるが、解が well-defined となるために必要ないくつかの設定は無視している。
初めに、次の方程式の解 G を求める。
{\displaystyle P(\partial _{t})G=0,\;\partial _{t}^{j}G(0)=0,\quad 0\leq j\leq m-2,\;\partial _{t}^{m-1}G(0)=1/a_{m}.}
ここで {\displaystyle H=G\chi _{[0,\infty )}}　定める。ただし {\displaystyle \chi _{[0,\infty )}} は区間 {\displaystyle [0,\infty )} に対する指示函数である。このとき、
{\displaystyle P(\partial _{t})H=\delta }
が超函数の意味で成立する。したがって
{\displaystyle u(t)=(H\ast F)(t)}
{\displaystyle =\int _{0}^{\infty }G(\tau )F(t-\tau )\,d\tau }
{\displaystyle =\int _{-\infty }^{t}G(t-\tau )F(\tau )\,d\tau }
が、元の常微分方程式の解となる。

### 定数係数線型偏微分方程式
より一般に、次の非同次の定数係数偏微分方程式を考える。
{\displaystyle P(\partial _{t},D_{x})u(t,x)=F(t,x)\,}
ただし
{\displaystyle D_{x}={\frac {1}{i}}{\frac {\partial }{\partial x}}\,}
とする。以下に示す方法で、この非同次方程式の解はある同次方程式の解へと書き下すことが出来る。すべての手順は形式的に行われるが、解が well-defined となるための必要な設定は無視している。
はじめに、x についてフーリエ変換を行うことで、
{\displaystyle P(\partial _{t},\xi ){\hat {u}}(t,\xi )={\hat {F}}(t,\xi )}
が得られる。{\displaystyle P(\partial _{t},\xi )} は t に関する m 階の方程式である。{\displaystyle P(\partial _{t},\xi )} の最高階の項の係数を {\displaystyle a_{m}} とする。今、すべての {\displaystyle \xi } に対して、次の方程式の解 {\displaystyle G(t,\xi )} を考える。
{\displaystyle P(\partial _{t},\xi )G(t,\xi )=0,\;\partial _{t}^{j}G(0,\xi )=0\;{\mbox{ for }}0\leq j\leq m-2,\;\partial _{t}^{m-1}G(0,\xi )=1/a_{m}.}
{\displaystyle H(t,\xi )=G(t,\xi )\chi _{[0,\infty )}(t)} を定める。すると、
{\displaystyle P(\partial _{t},\xi )H(t,\xi )=\delta (t)}
が超函数の意味で成立する。したがって
{\displaystyle {\hat {u}}(t,\xi )=(H(\cdot ,\xi )\ast {\hat {F}}(\cdot ,\xi ))(t)}
{\displaystyle =\int _{0}^{\infty }G(\tau ,\xi )F(t-\tau ,\xi )\,d\tau }
{\displaystyle =\int _{-\infty }^{t}G(t-\tau ,\xi )F(\tau ,\xi )\,d\tau }
が元の偏微分方程式の解として得られる（ただし x に戻るための逆変換が必要となる）。